# Sadao Nakajima (Physiker)
Sadao Nakajima (jap. 中嶋 貞雄, Nakajima Sadao; * 1923 in der Präfektur Shizuoka; † 14. Dezember 2008) war ein japanischer Physiker.
Nakajima studierte an der Universität Tokio mit dem Abschluss im September 1945. Er lehrte und forschte 1950 bis 1961 an der Universität Nagoya und danach am Institut für Festkörperphysik (Institute of Solid State Physics, ISSP) der Universität Tokio. 1984 wurde er emeritiert.
Er befasste sich mit Elektron-Phonon-Wechselwirkung (als Basis der Theorie der Supraleitung) und führte Paramagnonen in die Theorie der Supraflüssigkeit von He3 ein. In der statistischen Mechanik irreversibler Prozesse ist die Nakajima-Zwanzig-Gleichung nach ihm und Robert Zwanzig benannt.
Nakajima war 1983 mit dem Leiter der zentralen Forschungslaboratorien von Hitachi Takeda Gründer des International Symposium on the Foundation of Quantum Mechanics in the Light of New Technology (ISQM). Bis 1995 stand er den Konferenzen des ISQM vor.

## Schriften
- mit Yutaka Toyozawa, Ryeuzo Abe: The Physics of elementary excitations, Springer 2012 (und Springer Series in Solid State Sciences, 1980)